# Quercus miyagii
Quercus miyagii là một loài thực vật có hoa trong họ Cử. Loài này được Koidz. miêu tả khoa học đầu tiên năm 1912.